# Liste d'enseignes de la grande distribution en Amérique du Sud
Cet article présente la liste d'enseignes de la grande distribution en Amérique du Sud (dont supermarchés, supérettes, hard-discounts, etc.) classée par pays.
Les plus grandes enseignes de supermarché originaires du continent sont Éxito et Tía. Des enseignes internationales sont également présentes, comme Walmart et Carrefour.

## Argentine
- Carrefour
  - Dia
- Cencosud
  - Jumbo
  - Vea
  - Disco
- Walmart

## Brésil
- Carrefour
  - Atacadão
  - Big
- GPA
  - Extra
  - CompreBEM
  - Pão de Açúcar
  - Qualitá
- Assaí Atacadista
- Grupo DMA Distribuidora
- Lojas Americanas
- Walmart
  - Bompreço
  - Sam's Club
  - Makro
- Cencosud
  - GBarbosa
  - Perini
  - Bretas
  - Prezunic
  - Mercantil Rodrigues

## Chili
- Jumbo (Cencosud)
- Líder (Walmart-Chile)
- Santa Isabel (Cencosud)
- Tottus (Owned by Falabella)
- Unimarc (Rendic)
- Bigger (Southern Cross)
- Las Brisas (disparu)

## Colombie
- - Atacadão
- Tía
  - Almacenes Tía
  - MerCADEFAM (possédé à 50% par le groupe Carrefour)
- Groupe Éxito
  - Carulla
  - Éxito
  - Super Inter
  - Surtimax (cash and carry)
  - Surtimayorista
- Makro (cash and carry)
- Alkosto (cash and carry)
- PriceSmart
- Almacenes Olímpica
  - SAO : enseigne d'hypermarchés
- Yep
- Consumo
- Cooratiendas
- Euro supermercado
- Surtifruver de la Sabana
- Almacenes la 14
- Colsubsidio

## Équateur
- Tía
- Supermaxi[1]
- Mi Comisariato

## Guyane
- Carrefour

## Pérou
- Supermercados Peruanos
  - Plaza Vea
  - Plaza Vea Super
  - Vivanda
  - Mass
- Metro (Cencosud)
- Wong (Cencosud)
- Tottus (Grupo Falabella)
- Makro (SHV Holdings N.V.)

## République dominicaine
- Carrefour

## Uruguay
- Tía
- Grupo Ta-Ta SA
  - Ta-Ta
  - Multi Ahoro
- Groupe Éxito
  - Devoto
  - Disco
  - Géant
- Tienda Inglesa
- Groupe Macromercado Mayorista
  - Macro Mercado
  - Micro Macro
- Kinko
- El Dorado

## Venezuela
- San Diego
- Supermercado La Franco Italiana
- Makro
- Mikro
- Abasto Bicentenario
- Mercal
- Automercado Plaza
- Cetral Madeirense
- Unicasa
- Líder

### Traduction
- (en) Cet article est partiellement ou en totalité issu de l’article de Wikipédia en anglais intitulé « List of supermarket chains in South America » (voir la liste des auteurs).